# اتحاد الحيوانات
اتحاد الحيوانات (بالألمانية: Konferenz der Tiere)‏ هو فيلم مغامرات كوميدي ألماني للرسوم المتحركة ثلاثي الأبعاد لعام 2010 من إخراج وإنتاج راينهارد كلوس وهولجر تاب. تم إصداره في 7 أكتوبر 2010 في ألمانيا.

## قصة
في صحراء كالاهاري ، بوتسوانا ، يريد النمس بيلي العثور على الماء لزوجته بوني وابنه جونيور. لكن بيلي حالم ، ودائمًا ما يكون رأسه في الغيوم ، ولن يستغرق الأمر وقتًا طويلاً قبل أن يشتت انتباهه عن خطته. بدلاً من البحث عن الماء ، في الواقع ، يذهب لزيارة صديقه المقرب سقراط ، الأسد المسالم الذي يأكل كل شيء باستثناء اللحوم. معًا ، يشاهدون الغيوم تمر ، أو يستمتعون بإزعاج الضباع. لكن الفيل الحكيم أنجي ، الزعيم بلا منازع لجميع الحيوانات التي تعيش في السافانا ، ليس لديه وقت لمثل هذا الهراء. جبينه الضخم مجعد بالقلق: ماذا حدث للماء؟ لبعض الوقت كان يجب أن يتدفق من الجبال البعيدة في أنغولا ، ليحول الصحراء إلى واحة مزدهرة: دلتا أوكافانغو.
في هذه الأثناء ، من جزء آخر من العالم ، يخاف الدب القطبي سوشي حتى الموت عندما يرى أن نهجه الجليدي ينقسم إلى قسمين ويغرق في المحيط المتجمد الشمالي. بالكاد يمكن للسوشي الهروب من خلال الوصول إلى كتلة من الجليد. يبث المراسل التلفزيوني بيتر كوك وقواته هذه الكارثة البيئية حول العالم. اجتمع السياسيون والقادة الاقتصاديون من جميع أنحاء العالم في جرينلاند لحضور مؤتمر عالمي للمناخ - المؤتمر الثامن والستون بعد المائة ، على وجه الدقة - لإلقاء نظرة فاحصة على تغير المناخ. يقفون لالتقاط صورة ، ثم يتوجهون إلى بوفيه آخر ، على متن سيارات الدفع الرباعي الضخمة الماصة للبنزين.
في جزر غالاباغوس ، تشاهد السلاحف العملاقة وينستون وجورجينا غروب الشمس الجميل. إنها الذكرى 714 لزواجهما ، ولا يزالان في حالة حب. تم قطع اليوم الكبير بقسوة من قبل ناقلة نفط جنحت ، مما تسبب في تسرب النفط الذي يلوث شواطئ ومياه جزر غالاباغوس. يجب أن تجد السلاحف العملاقة موطنًا جديدًا.
في أستراليا ، يتسبب سائق دراجة نارية في حريق هائل. كانغر توبي بالكاد يستطيع النجاة من الجحيم ، ويتعهد بالعثور على منزل جديد. رفيقه في السفر هو نوع من كنس الشوارع الذي يحتاج إلى القليل من المساعدة في مجال آداب المائدة: ديابلو ، شيطان تسمانيا.
في مطبخ القارب ، يوجد الديك تشارلز في قائمة العشاء. لكنه تمكن من تحرير نفسه ، والغوص بشجاعة في المحيط ، وهبط في حوض الاستحمام الذي ينجرف ، مدفوعًا بالتيارات. على متن الطائرة وينستون وجورجينا وتوبي وديابلو والسوشي. لقد جمعت القدر وتيارات المحيط والرياح المواتية هذه المجموعة من رفاق السفر الغريبين. والآن ، هم في مهمة: العثور على الجنة سليمة ، حيث لا يوجد بشر ، والتي أخبرتهم عنها الطيور المهاجرة. يعتقد تشارلز أنها فكرة رائعة جدًا ، وقد أخذها الحماس المعتاد للديوك ، وتطوع على الفور لقيادة المجموعة.
في هذه الأثناء ، في دلتا أوكافانغو ، يواجه النمس بشجاعة الجاموس ووحيد القرن للوصول إلى آخر بركة مياه في المنطقة. لكنه فشل ، مخيبا للآمال بشدة ابنه جونيور. يريد بيلي أن يثبت لابنه أنه أكثر بكثير من مجرد مهرج كالاهاري شديد النشاط ، وتعتبره جميع الحيوانات الأخرى مضيعة للوقت. يريد جونيور أن يكون فخوراً به. لذلك ، قرر الذهاب في رحلة للعثور على سبب اختفاء الماء. يوافق صديقه المفضل ، الأسد نباتي سقراط ، على مرافقته. خلال رحلتهم ، يجب على بيلي وسقراط عبور وادي الموت ، حيث فقد مامو شقيق سقراط حياته قبل سنوات عديدة. بعد ذلك ، يلتقي الصديقان تشارلز ، ونستون ، وجورجينا ، وتوبي ، وديابلو وسوشي ، الذين وصلوا للتو إلى أفريقيا. في نهاية الوادي تكتشف الحيوانات الحقيقة المروعة. قطع سد خرساني عملاق النهر ، وجمع كميات هائلة من المياه خلفه. هذه البحيرة الاصطناعية هي مجرد واحدة من العديد من وسائل الراحة ومناطق الجذب التي يقدمها فندق جنة عدن الساحر ، حيث يصل رؤساء الدول والقادة الاقتصاديون من جميع أنحاء العالم لحضور مؤتمر المناخ العالمي رقم 168. سميث ، مدير المنتجع ، يرحب بضيوفه الكرام ، بينما يفتتح تميمة الفندق ، الشمبانزي المدربة توتو ، البوفيه الفاخر. لكن الفوضى تندلع ، لأن بيلي وسقراط وجميع الحيوانات الأخرى قرروا تحريك الحفلة قليلاً. الصياد السيئ جدا ، رئيس الأمن ، يطلق النار على الفور. فقط مايا ، ابنة مدير الفندق ، وتوتو ، الشمبانزي ، يأتون لمساعدة عصابة المتسللين الفرويين. لكن توتو قلق بشأن فقدان وظيفته ، ويريد فقط التخلص من عصابة الحيوانات البرية في أسرع وقت ممكن. لذلك ، يعرض عليه أن يوضح له كيفية فتح أقفال السد. لكن مهمتهم لا تسير في الاتجاه الصحيح: سقراط يضرب بسهم مهدئ ويتم القبض عليه. سيتم بيع الأسد الهادئ إلى كازينو لاس فيغاس ، بينما يتم نقل الحيوانات الأخرى بعيدًا إلى وادي الموت ، حيث يتبخر أي تدفق للمياه على الفور. يتفق الجميع على أنهم يريدون العودة إلى الفندق لتحرير سقراط والماء.
لذلك ، تدعو الفيل إنجي الحيوانات إلى التجمع وتعطي الأمر بالهجوم. قريباً ، بدأت قافلة ضخمة من الحيوانات بالتوجه نحو السد. يريد رئيس الأمن هنتر قصفهم ، ويحيط بهم من الأعلى في طائرة. لكن توتو اختبأ على متن الطائرة وطرده. الطائرة تخسر القنبلة التي تسقط على أحد أقفال السد دون أن تنفجر. الآن حان دور الحيوانات التي تقاوم. يهاجم سرب من البعوض الفندق من الأعلى ، بينما يتسلل النمل الأبيض إلى غرفة الاجتماعات ، ويدمر كل أكوام الوثائق. في موجة الاعتداء الثالثة ، اقتحمت سحابة من العث جبابرة الأرض عن طريق التهام ملابسهم المصنوعة يدويًا وتركهم عراة. مايا يستخدم الفوضى لتحرير سقراط من قفصه. أثناء فرارهم ، يصادف سقراط هنتر ، وهو الآن مسلح حتى الأسنان. هو على وشك إطلاق النار على سقراط ، لكنه يتردد بعد ذلك وعندما يرى الندبة على وجه الأسد ، يخفض السلاح. فجأة ، يتذكر هانتر كيف قتل مامبو ، شقيق سقراط ، في وادي الموت ، وأصاب سقراط قبل سنوات عديدة. الآن ، اجتمعت جميع الحيوانات لتدمير السد الشرير. تقوم الأفيال بشحن الجدار الخرساني ، يليه الجاموس ووحيد القرن. لكن القوة الغاشمة وحدها لن تكون كافية للتغلب على البشر. يتطلب الأمر شجاعة وذكاء نمس غريب ، وبعض المصادفة المحظوظة.

## الشخصيات
- بيلي - النمس بيلي هو النمس الأسود الوحيد في جميع مناطق أوكافانغو ، ومثل أي خروف أسود ، لديه أفكار مجنونة ومستعد دائمًا لإثارة المشاكل. كان آخر اختراعاته هو لعب الجولف مع طفل ضبع ، وهو أمر مؤسف لأن هذه التسلية جعلته ينسى ما كان يجب عليه فعله: البحث عن الماء لعائلته. شغف بيلي الحقيقي هو العزف على الطبول ، لكن لا أحد يأخذها على محمل الجد. بفضل هذه المغامرة سيُظهر للجميع أنه حتى الرجل الصغير يمكنه تحقيق أشياء عظيمة.
- بوني وجونيور - بوني هي زوجة بيلي. إنه ألطف مانغوستين في المنطقة ومستعد دائمًا لمغفرة زوجها على مزاحه. جونيور ، نجل بيلي ، يحب القصص الخيالية لوالده ، ولكن عندما يدرك أن كل هذه الأعمال البطولية هي في الحقيقة مجرد أكاذيب ، سيصاب بخيبة أمل شديدة. سيخاطر بيلي بكل شيء ليعيد الأمل للصغير.
- سقراط - الأسد سقراط هو أفضل صديق لبيلي. على عكس أصدقائه من الأسد ، لم يكن سقراط يقتل ذبابة ، فهو يحب الزهور والفراشات والتأمل واللعب بأعشاب ريش ولكن قبل كل شيء يحب الموسيقى. غاب عن المغني ، إنه يخيف أكثر عندما يميئ أغنية منه عندما يظهر مخالبه. هوايته المفضلة هي تخيل متى ستجتمع جميع المخلوقات الكبيرة والصغيرة معًا على خشبة المسرح لحضور حفل موسيقي جيد. لكن سرعان ما سيدرك سقراط أن الوقت قد حان للتوقف عن قضاء الوقت في التأمل ومساعدة سكان أوكافانغو في بحثهم عن الماء.
- أنجي - الفيل أنجي هو زعيم جميع حيوانات أوكافانغو ، العمدة غير الرسمي للدلتا ، الذي لا يشكك أحد في سلطته. على العكس من ذلك ، فإن ذوقها في تسريحات الشعر وحاجتها المستمرة للاهتمام أمر مشكوك فيه على الأقل. مدلك المفضل لديها هو تشارلز الديك الرجولي الفرنسي.
- جيزيل - الزرافة جيزيلا هي أفضل صديق لأنجي. بدلاً من كونها خجولة بطبيعتها ، فهي تحب أن تعتني بنفسها من خلال عمل باديكير يومي ، وإتقان تان وإطالة رموشها. ولكن عندما واجهت أسوأ عدو واجهته حيوانات أوكافانغو على الإطلاق ، تركت جيزيل الماسكارا لتكون في الخطوط الأمامية.
- تشينو - خطم الجاموس هو زعيم عصابة الجاموس. مثل رينو ، يفضل استخدام القوة بدلاً من دماغه. ولكن عندما تصبح الأمور صعبة ، يصبح اللعب صعبًا وسيتعاون تشينو وبيجي لمساعدة حيوانات أوكافانغو.
- بيجي - وحيد القرن هو زعيم عصابة وحيد القرن ، وحوش بنية ذات قرون مع عقل ضعيف قليلاً. يبحث هو وأصدقاؤه دائمًا عن عذر لمحاربة خصمهم اللدود Snout.
- باردو - النمر جميع حيوانات أوكافانغو تخشى النمر. في بحثهم عن الماء ، سيتعين على بيلي وسقراط عبور وادي الموت حيث يعيش باردو. في نهاية المطاف ، حتى باردو المخيف وضع جانباً غرائزه من أجل الصالح العام بإثبات أن لديه قلبًا.
- سمايلي - الشيطان التسماني ديابلو الشيطان التسماني هو الأخير من نوعه. ملامحها المميزة هي مجموعة ضخمة من الأسنان ، وخطم يسيل وزئير يصم الآذان. عندما تتحول أذنيها إلى اللون الأحمر وتخرج عيناها من تجاويفهما ، فقد حان الوقت للهرب. يحارب ديابلو باستمرار بسبب هرمون يطلق رائحة كريهة عندما يكون متوترًا. لكن بغض النظر عن ذلك ، فإن ديابلو هو رفيق ودود ومخلص.
- توبي - توبي الكنغر ، المتفائل غير القابل للشفاء ، يعيش بقاعدتين بسيطتين: لا تقلق وكن سعيدًا. لكن لا تنخدع بطبيعته المبهجة دائمًا ، فعندما يكون هناك قتال ، لن يتردد توبي بقفزة كبيرة في قيادة جيش من الحيوانات المستعدة للمعركة.
- كين - انفصل الكوالكن المطيع عن مجموعته بسبب حريق مروّع. إنه مقتنع بأنه سيجد أصدقاءه الأستراليين في حانة لتناول الجعة.
- تشارلز - الديك تشارلز هو ديك فرنسي فخور للغاية ورجل مدرسة قديم ومدافع قوي عن الحرية. لقد نجح بصعوبة في الوصول إلى قدر طاهٍ بلا نهاية ، ولهذا السبب يشعر أنه مقدر لقيادة حيوانات أوكافانغو في معركتهم ضد العدو. أثناء قيادته للمجموعة ، كان معجبًا بأنجي ، الفيل. حتى لو جاءوا من عوالم وأنواع مختلفة وكانت أبعادهم مختلفة جدًا ، فهل ينتصر الحب؟
- سوشي - الدب القطبي يؤدي الاحتباس الحراري إلى ذوبان الموائل الطبيعية للدببة القطبية التي تعيش في القطب الشمالي. نجا السوشي بالكاد من ذوبان القطب الشمالي وعبور المحيط المغامر في حوض الاستحمام. ولكن الآن سيكون التحدي الأكبر أمامه هو النجاة من حرارة أفريقيا.
- وينستون ووينيفريد - السلاحف العملاقة. وينستون ووينيفريد ، سلحفاة غالاباغوس العملاقة ، لا ينفصلان منذ أكثر من 700 عام. خلال كل هذا الوقت فهموا كيف يتحول العالم. إنهم سعداء بالانتماء إلى بعضهم البعض. منذ اليوم الأول الذي التقوا فيه ، ظل حبهم كما هو ولم يقضوا دقيقة واحدة ، ودائمًا ما يكون مخلبًا. كل الحيوانات الأخرى تحب حنانها وحكمتها.

## الإنتاج
الفيلم من إنتاج شركة Constantin Film الألمانية. تم تحريك الفيلم باللغة الألمانية ، ودبلجها كل من الممثلين الصوتيين البريطانيين ونيويورك إلى اللغة الإنجليزية.

## التقييم
تلقى الفيلم نسبة تأييد 25% من المراجعات على موقع الطماطم الفاسدة بناءً على 8 مراجعة نقدية، مع متوسط تقييم 10/3.8.

## وصلات خارجية
- اتحاد الحيوانات على موقع IMDb (الإنجليزية)
- اتحاد الحيوانات على موقع روتن توميتوز (الإنجليزية)
- اتحاد الحيوانات على موقع نتفليكس (الإنجليزية)
- اتحاد الحيوانات على موقع ألو سيني (الفرنسية)
- اتحاد الحيوانات على موقع Turner Classic Movies (الإنجليزية)
- اتحاد الحيوانات على موقع أول موفي (الإنجليزية)
- اتحاد الحيوانات على موقع فيلمافينيتي (الإسبانية)
- اتحاد الحيوانات على موقع قاعدة بيانات الأفلام السويدية (السويدية)
- اتحاد الحيوانات على موقع قاعدة بيانات الفيلم (الإنجليزية)
- اتحاد الحيوانات على موقع ليتربوكسد (الإنجليزية)